# Vaccinium trichocladum
Vaccinium trichocladum är en ljungväxtart som beskrevs av Elmer Drew Merrill och F.P. Metcalf. Vaccinium trichocladum ingår i Blåbärssläktet, och familjen ljungväxter. Utöver nominatformen finns också underarten V. t. glabriracemosum.